# 模擬刀
模擬刀（もぎとう）とは、日本刀の模造品。模造刀ともいう。日本では銃砲刀剣類所持等取締法（銃刀法）上の「模造刀剣類」として法規制がある（「模造刀剣類」については模造刀を参照）。
模擬刀は居合道や剣道形の稽古、剣舞や装飾用に用いられている。学校教育の武道（剣道）の授業でも日本刀あるいはそれに代えて刃引と呼ばれる模擬刀を用いてまず刀の知識の説明を行うことがある。なお、少許の加工等で刃付け可能なもの（刃引）の場合、鋼質性及び武器性を備えているときには、銃刀法上「模造刀剣類」ではなく登録等が必要な「刀剣類」に該当する可能性がある。

## 居合用
居合道の稽古用として材質や安全面に考慮して専門に作られた模擬刀を装飾用などの模擬刀と区別して居合刀という。
居合の稽古（稽古会）や審査（審査会）では木刀や模擬刀（時に真剣）を用いる。初心の段階から日本刀を用いる者もいるが、居合道四段くらいまでは居合刀の使用例が多いとされ、居合刀であれば怪我を回避でき複雑困難な技の習得も伸び伸びとできる利点がある。
なお、外見上は刃紋等も備えて日本刀に著しく類似しているが、ステンレスや鋼を型抜きしただけで折り返し鍛錬法によって製造されていないもの（俗に「偽日本刀」と呼ばれる）もあるが、安全面等に問題がある上に日本では銃刀法上の「刀剣類」に該当する可能性もあることから、全日本剣道連盟では試合はもとより稽古においても使用すべきではないとしている。

### 材質
居合刀の刀身は主に亜鉛合金やジュラルミン等の非鉄金属を材料としている。銃刀法の解釈では、鋼質性及び武器性が「刀剣類」と「模造刀剣類」を分ける重要な要素とされており、先述の通り、刃引であっても鋼質性及び武器性を備えていれば「模造刀剣類」よりも厳しい規制を受ける「刀剣類」となる。銃刀法上の定義における「刀剣類」、「模造刀剣類」、「刃物」は明確に区別されており、居合刀は「刀剣類」や「刃物」には該当せず「模造刀剣類」に該当する。

### 試合
全日本剣道連盟居合道試合の審判規則第3条では「使用する刀は、真剣とする。」とされているが、これは各都道府県で開催される居合道大会の試合についてまで規定したものではない。また、全日本剣道連盟の居合道試合・審判規則、審判細則、付2「居合道試合・審判規則の改正と運用上の要点」の「居合道試合・審判運営要領」1でも大会ごとに要領を決めることができるとしており、各都道府県の居合道大会などでは、ほとんどの初心者および段外から四段までの参加者が模擬刀を使用している。

### 特性
居合刀などの模擬刀は非鉄合金（亜鉛合金等）を素材としているため、過大な力を加えると曲がったり折損することがある。材料の経年劣化や金属疲労、床を強打した場合や刀身に部分的に力を加えた場合など設計強度以上の力を加えたことによる折損、組付不良などを起こすことがあるため定期的な点検を行う必要がある。過去に発生した事故には、装飾品や置物用などの模擬刀を用途を誤って使用したことが原因になっている例もある。

### 刀身の規格

#### 刃渡り
少年用の2尺から長大な3尺まで幅広いが、日本人の体型に合っている2尺4寸5分の物が多く流通している。長い刀を扱うにはそれなりの熟練が必要であり、刀を鞘から抜き出す際に必要な「さやびき」などがうまくできなければ運用は困難である。

#### 刃紋
メッキ上に加工した物。一重の物と二重の物があり、直刃以外にも互の目、湾れ、乱れ、三本杉、名刀の写しなどがある。

#### 形状
基本的に「掻き止め樋」が入るが、「2本樋」「添え樋」「真剣樋」などもある。薄口や厚口にすることで、重量を調節することができる。2尺5寸以上になると強度の面から厚口に限定される事が多い。柄に隠れるので表面からは見えない部分だが、茎（なかご）を頑丈にしてより真剣の感覚に近づけることもできる。また区(まち:横手とも)が切っ先に切られていない「菖蒲造り」や、小烏丸に代表される「鋒両刃造」、「ウノクビ（鵜の首）造り」なども存在する。

#### 重量
重量は刀身の重さと鍔の重さでほぼ決定する。使用者の体格、体重に合わせて発注する場合が多い。演武の際に見栄えが良くなるなどの理由から適正重量よりも軽い物を用いる場合もある。

### 拵え
柄はホウの木製の場合が多く、柄巻きは真剣と同じようにしっかりと巻かれる。金具もさまざまで真鍮や銅に塗装、装飾をしたものが多い。鞘は丈夫なウレタン樹脂製や漆塗りの物が多いが、価格の削減と作成期間の短縮のため漆風塗料を使うことも多い。目釘も抜けるようになっている。ただし、最近は後述の観賞用に物足りなくなった人がネット販売などで購入することも多く分解はできなくしている例はある。

## 剣舞用
剣舞は紋付袴姿の和装で刀と扇を持ち、漢詩や和歌の詩吟に合わせて舞うものである。剣舞の体験型ツアーなどでも模擬刀を用いることがある。演武以上に軽やかさも重視されるため軽量なものが好まれる。

## 観賞用
刃文を再現した観賞用模擬刀もある。大小拵として掛台に並べて床の間などに飾るようにしたものもある。美術刀とも表記される。
先述の居合用・演舞用に対して「振り回すこと」は考慮されてはおらず、柄・鞘などはプラスチックなどの樹脂製であったり、金具類も低強度の物を見た目だけ加工したもの。見栄えを優先してか派手な拵えのものが多い。